# Víctor Aneiros
Víctor Aneiros (Ferrol, La Coruña, 7 de diciembre de 1960) es un guitarrista y compositor español de blues-rock, considerado uno de los pioneros del blues en gallego.  

## Biografía
Músico autodidacta y heterodoxo. Comenzó en los 80 tocando en distintas bandas, pero no sería hasta el año 1999 cuando inicia una carrera en solitario con la Víctor Aneiros & Blue Notes, editando Que el blues te acompañe por Cambaya Records. 
En el 2003 forma Víctor Aneiros Band con el batería Marcos Sánchez, el pianista Manuel Gutiérrez y el bajista José Orjales.  Edita Live in Montreux en al 2003, Blues do Amencer en el 2004 y Heroe Secreto en el 2008, todos ellos con el sello vasco Gaztelupeko Hotsak. En este último trabajo, recupera poemas de Rosalía de Castro, Luis Pimentel, Amado Carballo y Ramiro Fonte; así como, una adaptación al blues del himno de la emigración gallega Unha noite na eira do trigo del poeta Curros Enríquez. Contó con las colaboraciones del saxofonista Roberto Somoza, el contrabajista Xacobe Martínez Antelo, la vocalista Paula Martins, el acordeonista Javier Díaz y el banjo de Juan Cabezón "Cabe".

En Heroe Secreto se incluye el tema “Miña bala perdida”, nominada a la mejor canción en gallego en la XIII edición de los premios de la música 2009.

Estos proyectos lo llevarían  a actuar en distintos escenarios fuera y dentro de España: Festival de blues de Antequera 2000, Ritmo y Blues en Aragón 2001, Festival de blues de Cerdanyola 2001, Festival de jazz de Montreux off 2002 (Suiza), Festival de blues Reus 2002, Festival de blues de Elorrio 2003, Festival de blues de Getxo 2004, Festival de blues de Sta. María de las Azores 2005 (Portugal), Festival de blues de Ourense 2005, Festival de blues de Torreperogil 2006, Festival de blues de Seia  2007 (Portugal), Festival de blues de Gaia 2007 (Portugal), Festival de blues de Cerdanyola 2008.
 
En el 2010 edita  “Brétemas da memoria”. El guitarrista y compositor gallego dedica una importantísima parte de su quinto disco a la obra de Ramiro Fonte (1957-2008), adaptando siete poemas de juventud y de la primera madurez del poeta. “Brétemas da memoria” es melancólica, como buena parte de la obra de Ramiro Fonte, pero también está preñado de una contagiosa energía que nos transmite la guitarra de Aneiros.
Javier Vargas, Mauri Sanchis y Roberto Somoza, son algunas de las colaboraciones de este excelente trabajo.

En 2011 publica el DVD “Ao Vivo” grabado en directo en el Teatro Jofre de Ferrol con motivo de la presentación de “Brétemas da memoria”.

En 2012 graba “Back From The Blues”, resultado de la colaboración entre la cantante canadiense Julie Guravich con la Víctor Aneiros Band.
En 2013 participa en el Festival Internacional de Jazz de San Javier con Julie Guravich y los invitados Mingo Balaguer y Patxi Valverde.
En 2014 publica "A soidade pide copas nos bares", revisión en formato acústico de temas extraídos de sus anteriores trabajos.
En otoño de 2017 se edita "Un extraño entre la multitud". Un disco más roquero y cantado íntegramente en castellano. Mezclado y masterizado en el estudio Casa de Tolos por Segundo Grandío.
En 2018 participa en el Crossroads II – Hondarribia Blues Festival 2018.
En 2019 participa por segunda vez en el Festival Internacional de Jazz de San Javier, con el guitarrista Mike Wheeler y el armonicista Antonio Serrano como invitados.
En el 2020 acompañado por la cantante Paula Martíns forman la Martíns Aneiros Band. Tras un par de años de proyecto conjunto sobre los escenarios, en 2023 publican “Rain”.

## Discografía
- Que el blues te acompañe (2000)
- Live in Montreux (2003)
- Blues do amencer (2004)
- Heroe secreto (2008)
- Brétemas da Memoria (2010)
- Ao Vivo DVD (2011)
- Back from the blues (2012) (Julie Guravich & Víctor Aneiros Band)
- A soidade pide copas nos bares (2014)
- Un extraño entre la multitud (2017)
- Rain (2023) (Martíns Aneiros Band)